# 102P/Shoemaker
102P/Shoemaker è una cometa periodica appartenente alla famiglia delle comete gioviane. È stata scoperta il 27 settembre 1984; la sua riscoperta l'8 giugno 1991 ha permesso di numerarla.
Unica caratteristica di questa cometa è di avere una MOID relativamente piccola col pianeta Giove tale da far raggiungere ai due corpi celesti la distanza di sole 0,256 UA il 3 maggio 1980.
La cometa è stata finora osservata in tutti i passaggi al perielio successivi alla scoperta.